# イーヴァン・ボーランド
イーヴァン・アシュリン・ボーランド（英語: Eavan Aisling Boland　[iːˈvæn ˈæʃlɪŋ ˈboʊlənd] ee-VAN ASH-ling BOH-lənd; 1944年9月24日 – 2020年4月27日）はアイルランドの詩人、作家、教員である。生前は現代アイルランド詩の代表的な詩人のひとりと見なされており、アイルランドのナショナルアイデンティティやアイルランド詩における女性の役割を主題とする作品を発表していた。

## 来歴
1944年4月27日に外交官のフレデリック・ボーランドと画家フランセス・ケリーの娘としてダブリンで生まれた。6歳の時に父がイギリス大使となってロンドンに移動し、そこでアイルランド人に対する偏見を経験したことにより、アイルランド人としての自覚が芽生えた。
14歳の時にダブリンに戻り、ホーリー・チャイルド・スクールに通った。トリニティ・カレッジ・ダブリンに進学し、1年生の時に詩のパンフレットである 23 Poems を1962年に刊行した。1966年に大学を卒業した。ボーランドは1967年、トリニティ・カレッジ・ダブリンを卒業後に一時期教員として大学で働き、その後RTÉなどジャーナリズムの世界で活動した後、詩人となった。1969年に小説家のケヴィン・ケイシーと結婚した。友人のガブリエル・カルヴォコレッシによると、ボーランドは「魚が水を好むようにゴシップを好んでいた」という。 
1989年にライター・フェローとしてトリニティ・カレッジ・ダブリンに戻った。1994年にダブリンの国立産科病院ライター・イン・レジデンスとなり、この期間に 'Night Feed' と 'The Tree of Life' を書いたため、病院の庭にはプラークが設置された。 
生涯で11冊の詩集を刊行しており、Object Lessons (1995) が代表作のひとつである。1996年にスタンフォード大学教授となった。 
2018年、1918年にアイルランドで女性が投票権を得た百周年記念として、ボーランドはアイルランド政府と王立アイルランドアカデミーから委任を受け、新しい詩 "Our future will become the past of other women" を書いた。 
2020年4月27日に75歳で亡くなった。

## 評価
「現代アイルランドを代表する女性詩人の一人」と評されている。アイルランドのナショナルアイデンティティやアイルランド詩における女性の役割を主題とする作品を発表していた。

## 顕彰
2015年にRTÉが選ぶ過去100年のアイルランドの愛唱詩10選にボーランドの詩 "Quarantine" が選ばれた。
2016年にアメリカ芸術科学アカデミーのメンバーに選ばれた。同年3月15日にバラク・オバマアメリカ合衆国大統領がボーランドの詩 "On a Thirtieth Anniversary"（Against Love Poetry, 2001より）の一節を聖パトリックの祝日を祝うホワイトハウスのレセプションで引用した。
2018年3月にRTEはボーランドの人生に関するドキュメンタリー番組 Eavan Boland: Is it Still the Same? を制作・放送した。同年5月25日には王立アイルランドアカデミー名誉会員に選ばれた。
没後の2024年、トリニティ・カレッジ・ダブリンはバークリー図書館をイーヴァン・ボーランド図書館に改名した。

### 受賞
2017年にボード・ガシュ・エナジー・アイルランド図書賞ボブ・ヒューズ功労賞を受賞した。2019年にはアイルランドPEN文学賞を受賞した。
2020年、没後に最後の詩集 The Historians でコスタ賞を受賞した。

## 著作

### 詩
- 23 Poems. Dublin: Gallagher, 1962.
- Autumn Essay. Dublin: Gallagher, 1963.
- Eavan Boland Poetry/Prose Joseph O’Malley. Dublin: Gallagher, 1963.
- New Territory. Dublin: Allen Figgis, 1967.
- W. B. Yeats and His World. With Micheál Mac Liammóir. London: Thames, 1971; New York: Thames & Hudson, 1998.
- The War Horse. London: Victor Gollancz, 1975.
- In Her Own Image. Dublin: Arlen House, 1980.
- Introducing Eavan Boland. Princeton, New Jersey: Ontario Review P, 1981.
- Night Feed. Dublin: Arlen House, 1982. Reissue: Manchester: Carcanet Press, 1994.
- The Journey and Other Poems. Dublin: Arlen House, 1986; Manchester: Carcanet Press, 1987.
- Selected Poems. Manchester: Carcanet Press, 1989.
- Outside History. Manchester: Carcanet Press, 1990.
- Outside History: Selected Poems 1980–1990. New York: Norton, 1990.
- In a Time of Violence. New York: Norton, 1994; Manchester: Carcanet, 1994.
- Collected Poems. Manchester: Carcanet Press, 1995.
- Penguin Modern Poets: Carol Ann Duffy, Vicki Feaver, Eavan Boland. London: Penguin, 1995.
- An Origin Like Water: Collected Poems 1967–1987. New York: Norton, 1996.
- The Lost Land. Manchester: Carcanet Press, 1998.
- The Lost Land: Poems. New York: Norton, 1998.
- Against Love Poetry. New York: Norton, 2001.
- Code. Manchester: Carcanet Press, 2001.
- Three Irish Poets: An Anthology: Eavan Boland, Paula Meehan, Mary O’Malley. Ed. Eavan Boland. Manchester: Carcanet Press, 2003.
- After Every War: Twentieth-Century Women Poets. Trans. Eavan Boland. Princeton, New Jersey: Princeton UP, 2004.
- New Collected Poems. Manchester: Carcanet Press, 2005.
- Domestic Violence. Manchester: Carcanet Press, 2007; New York: Norton, 2007.
- Irish Writers on Writing. Ed. San Antonio: Trinity University Press, 2007.
- Literary Genius: 25 Classic Writers Who Define English & American Literature. Ed. Joseph Epstein. Philadelphia, PA: Paul Dry Books, 2007. (Illustrated by Barry Moser)
- Selected Poems by Charlotte Mew. Ed. Manchester: Carcanet Press, 2008.
- New Collected Poems. New York: Norton, 2008.
- The Making of a Sonnet: A Norton Anthology. Ed. With Edward Hirsch. New York: Norton, 2008.
- A Journey with Two Maps: Becoming A Woman Poet. (prose essays) Manchester: Carcanet Press, 2011; New York: Norton, 2011
- New Selected Poems (poems) Manchester: Carcanet Press, 2013.
- Eavan Boland: A Poet's Dublin: Edited by Paula Meehan and Jody Allen Randolph. (poems) Manchester: Carcanet Press, 2014.
- A Woman Without A Country (poems) Manchester: Carcanet Press, 2014; New York: Norton, 2014.[31]
- Eavan Boland: A Poet's Dublin: Edited by Paula Meehan and Jody Allen Randolph. (poems) New York: WW. Norton, 2016.
- The Historians: Poems. (poems) New York: WW. Norton, 2020.

### 散文
- Object Lessons: The Life of the Woman and the Poet in Our Time. New York: Norton, 1995; Manchester: Carcanet Press, 1995.
- The Making of a Poem: A Norton Anthology of Poetic Forms. Ed. Eavan Boland and Mark Strand. New York: Norton, 2000.
- The Making of a Sonnet: A Norton Anthology. Ed. With Edward Hirsch. New York: Norton, 2008.
- A Journey with Two Maps: Becoming A Woman Poet. (prose essays) Manchester: Carcanet Press, 2011; New York: Norton, 2011.

## 日本語訳
- イーヴァン・ボーランド「イーヴァン・ボーランド『歴史の外側で』(抄訳)」道木一弘訳、『外国語研究』37（2004）、19-36[32]。
- イーヴァン・ボーランド「郊外に住む女 : さらなる点描」田村斉敏訳・解説、阿部公彦編『しみじみ読むイギリス・アイルランド文学』松柏社、2007収録[33]。
- 道木一弘「イーヴァン・ボーランドの二つの詩： “Mother Ireland” と “The Woman Changes her Skin”　のコンテクストと解釈」『外国語研究』47（2014）、1-15[34]。
- イーヴァン・ボーランド『暴力の時代の中で――From In A Time Of Violence』水崎野里子訳、BookWay、2016。
- イーヴァン・ボーランド『うちにごはんを食べに来ない？――「食」のエッセイ21種、簡単レシピを添えて』水崎野里子訳、BookWay、2016。